# Bolsón de Mapimí
Bolsón de Mapimí är en öken i Mexiko. Den ligger i den centrala delen av landet, 1 000 km nordväst om huvudstaden Mexico City.